# Будницкое
Будницкое (укр. Будницьке) — село на Украине, основано в 1640 году, находится в Малинском районе Житомирской области.
Код КОАТУУ — 1823484002. Население по переписи 2001 года составляет 31 человек. Почтовый индекс — 11600. Телефонный код — 4133. Занимает площадь 0,321 км².

## Адрес местного совета
11666, Житомирская область, Малинский р-н, с. Йосиповка